# Ngáp

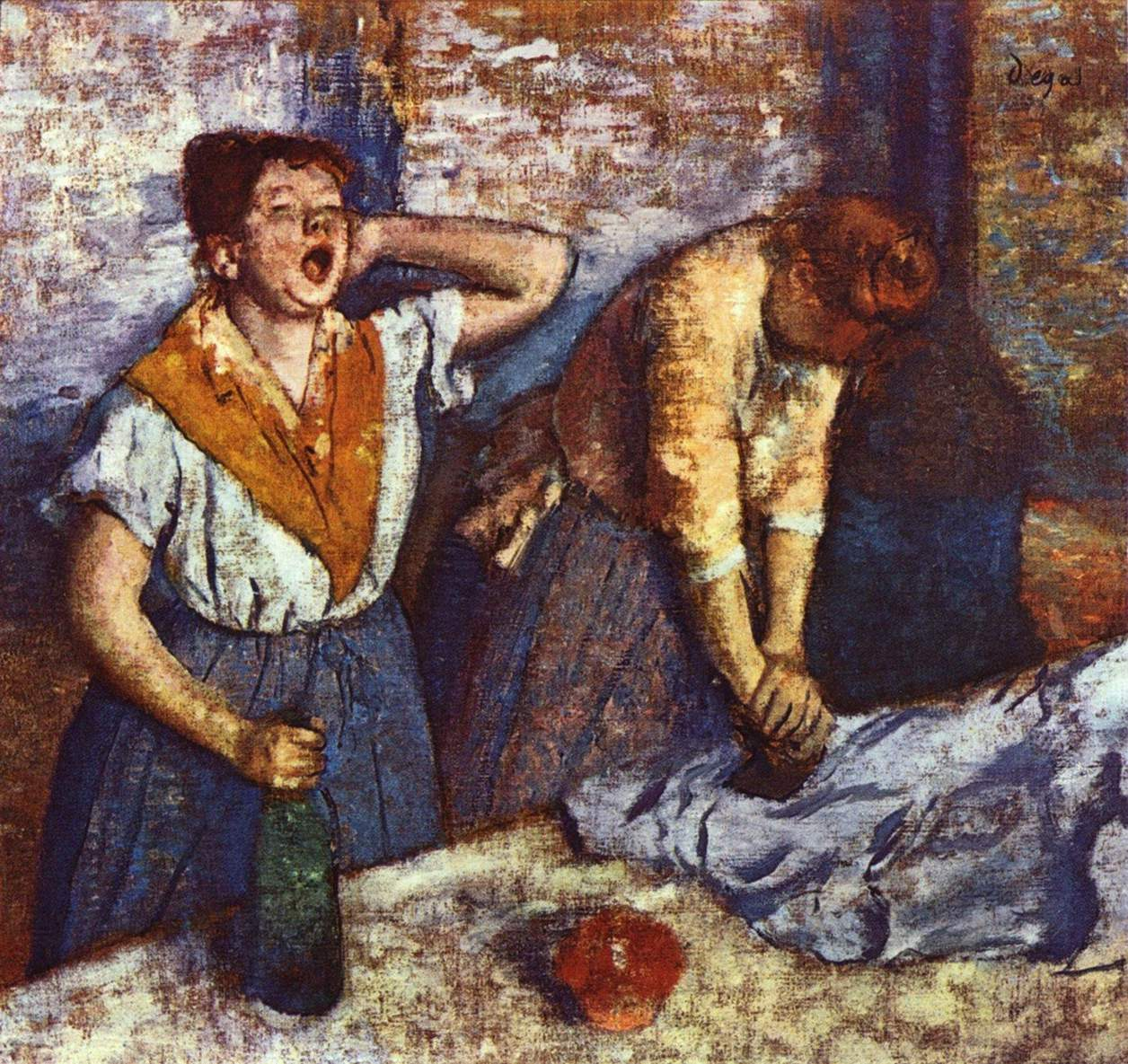
Bức tranh của Edgar Degas vẽ cảnh một phụ nữ đang ngáp

Ngáp là một phản xạ vô điều kiện của con người và nhiều loại động vật.

## Mô tả

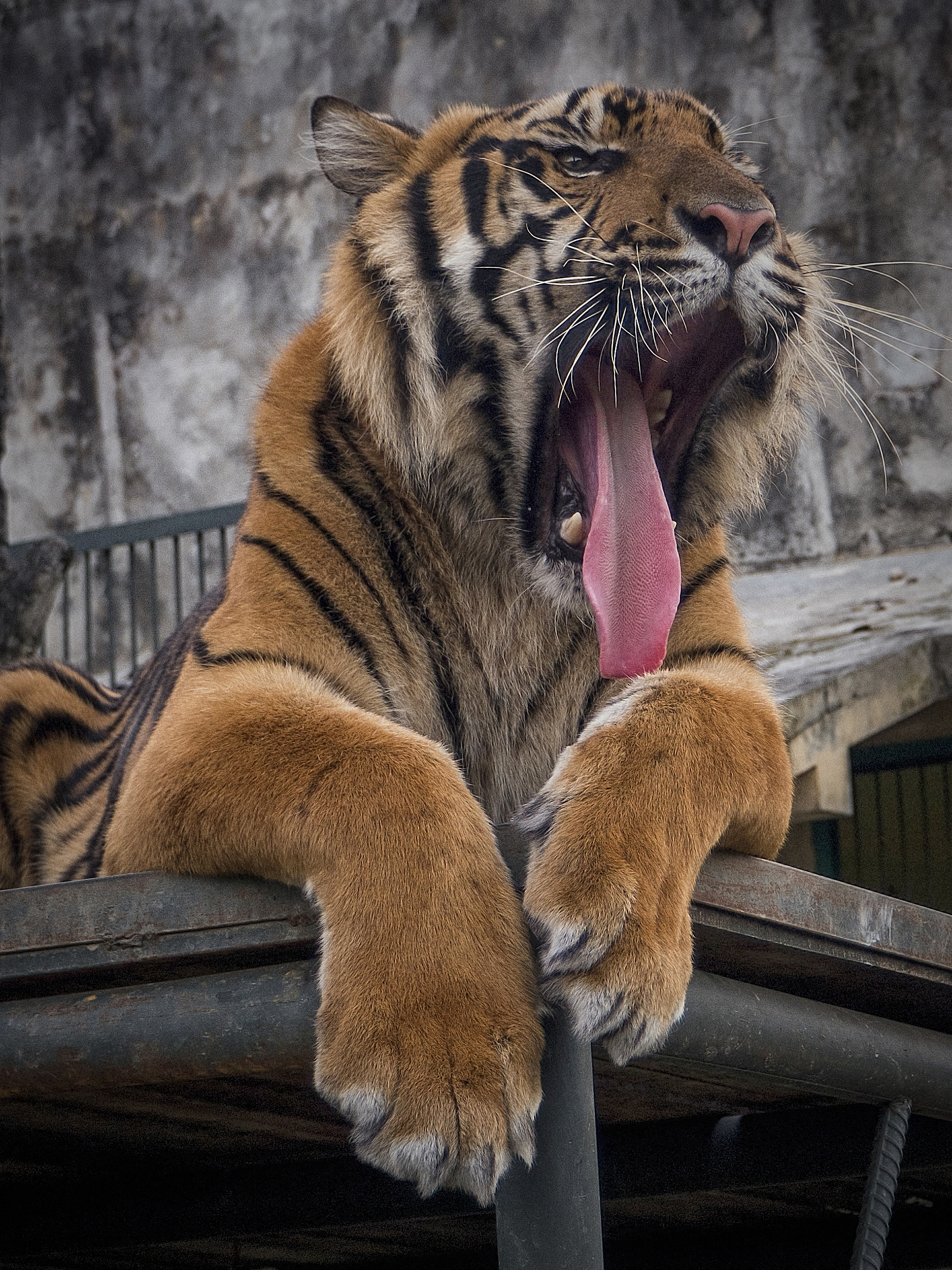
Một con hổ đang ngáp

Động tác ngáp của chó

Biểu hiện thông thường của ngáp là há miệng rộng và thở ra hơi thật dài. Hơi thở này khác với thở dài thông thường. Khi ngáp, các cơ mặt, cơ lưỡi và cơ cổ co mạnh, áp lực trong khoang miệng đột ngột tăng lên. Áp lực này tác động lên khoang mũi, ngăn đường thoát của nước mắt xuống mũi, do đó nước từ tuyến lệ tràn ngược lên. Ngáp được chia làm các loại sau:
- Ngáp lúc ngủ dậy: thường kèm theo vươn vai và co duỗi chân tay.
- Ngáp vì uể oải, buồn ngủ: lượng không khí đưa vào phổi tăng lên có tác dụng làm giảm cơn buồn ngủ, tăng sự tập trung.
- Ngáp vì đói: kèm theo một số chuyển động ở ổ bụng và cơ hoành.
- Ngáp vì ưu phiền.
- Ngáp do lây: cơ chế của loại này còn đang gây nhiều tranh cãi.